# Comtat de Kalamazoo
El Comtat de Kalamazoo —Kalamazoo County (anglès)— és un Comtat dels Estats Units al sud de Michigan que el 2015 tenia 260.263 habitants. La seu del comtat és Kalamazoo. El Comtat de Kalamazoo està inclòs a l'àrea metropolitana de Kalamazoo-Portage. El nom del comtat significa suposadament "el miratge o el riu que reflecteix" i el nom amerindi original era "Kikalamazoo".

## Història
El Comtat de Kalamazoo s'organitzà el 1830, tot i que es desconeix la data de la seva creació. La vila de Kalamazoo (llavors coneguda com a Bronson) fou elevada a la seu del comtat el 1831.

## Geografia
D'acord amb l'Oficina del Cens dels Estats Units el comtat té una àrea total de 580 milles quadrades (1,500 km2), de les que 562 milles quadrades (1,460 km2) és terra ferma i 19 milles quadrades (49 km2) (3,2%) és aigua.
El comtat és travessat pels rius Kalamazoo i Portage. Kalamazoo limita amb els comtats de Barry (nord-est), Allegan (nord-oest), Calhoun (est), Van Buren (oest), Branch (sud-est), Saint Joseph (sud), Cass (sud-oest), 

### Demografia
Segons el cens dels Estats Units de 2010, hi havia 250.331 persones que resideixen al comtat. Un 80,1% eren blancs no hispans, 11,1% negre o afroamericà, 2.2% asiàtics, 0,5% americans natius, i el 3,0% de dos o més races. 4,0% eren o (de qualsevol raça).
Segons el cens del 2000, hi havia 238.603 habitants, 93.479 llars, i 57.956 famílies residents al comtat. La densitat de població era de 425 habitants per milla quadrada (164 hab./km²). Hi havia 99.250 llars amb una densitat mitjana de 177 per milla quadrada (68 hab./km²). La composició racial del comtat era un 84,57% de blancs, un 9,73% negres o afroamericans, un 0,41% americans natius, 1.83%, 0,03% illencs pacífics, 1,27% d'altres races, i un 2,15% a partir de dues o més races. Un 2,64% de la població eren llatins de qualsevol raça. Segons la seva ascendència un 18,3% eren alemanys, l'11,5% holandèsos, el 10,3% anglesos, un 8,4% irlandesos i un 7,2% americans segons el cens del 2000. El 93,7% parlava anglès i un 2,8% espanyol com a primera llengua.
Hi havia 93.479 llars en les que un 30.40% tenien persones menors de 18 anys vivint-hi, al 47,70% hi vivien parelles casades convivint, un 11,00% tenien un cap de família femení sense presència d'un marit i un 38,00% no eren unitats familiars. El 28,00% de totes les cases només hi habitava una persona i un 8,50% tenien a alguna persona anciana de 65 anys o més. El nombre mitjà en cada habitatge era del 2,43 i el nombre mitjà per família era 3,00.
Al comtat la població es repartia de la següent forma: Un 24,10% menors de 18 anys, el 15,20% entre 18 i 24, 28,20% entre 25 i 44 anys, el 21,10% de 45 a 64, i 11,40% eren majors de 65 anys o més. La mitjana d'edat era de 33 anys. Per cada 100 dones hi ha 93,60 homes. Per cada 100 dones de 18 anys o més, hi havia 90,50 homes.
La renda mediana per a una casa al comtat era 42.022$, i la renda mediana per família 53.953 $. Els homes tenien una renda mediana de 39.611 $ enfront de $ 27.965 $ per a les dones. L'ingrés per capita per al comtat era 21.739 $. Un 6,50% de les famílies i el 12,00% de la població estava per sota del llindar de pobresa, incloent un 12,30% de menors de 18 anys i un 6,30% de persones majors de 65 anys.

### Entitats de població
Ciutats
- Galesburg
- Kalamazoo (seu del comtat)
- Parchment
- Portage

Viles
- Augusta
- Climax
- Richland
- Schoolcraft
- Vicksburg

Comunitats no incorporades
- Comstock
- Comstock Northwest
- Eastwood
- South Gull Lake
- Westwood

Townships
- Alamo Township
- Brady Township
- Charleston Township
- Climax Township
- Comstock Charter Township
- Cooper Charter Township
- Kalamazoo Charter Township
- Oshtemo Charter Township
- Pavilion Township
- Prairie Ronde Township
- Richland Township
- Ross Township
- Schoolcraft Township
- Texas Charter Township
- Wakeshma Township